# Goedenavond dames en heren
Goedenavond dames en heren (of zoals bij de producent: Goedenavond, Dames en Heren) is een Nederlandse dramaserie uit 2015 die zich afspeelt in de jaren 60 (rond 1963), ten tijde van de opkomst van de televisie. De serie wordt uitgezonden door Omroep MAX.

## Rolverdeling
| Acteur                          | Personage                          |
| Hoofdrollen                     | Hoofdrollen                        |
| ------------------------------- | ---------------------------------- |
| Anna Raadsveld                  | Ietje van Dijk                     |
| Sophie Höppener                 | Eef van Dijk                       |
| Huub Stapel                     | Benno Lamers                       |
| Loes Luca                       | Will Rijvers                       |
| Anne-Marie Jung                 | Annemarie van Dillen               |
| Paul R. Kooij                   | Peter van Dijk                     |
| Anne Wil Blankers               | Mevrouw Tresfon                    |
| Yannick van de Velde            | Laurens Vogel                      |
| Peter Blok                      | Berend Langeveld                   |
| Daniël Samkalden                | Niek Albers                        |
| Loes Wouterson                  | Els van Dijk                       |
| Kees Hulst                      | Anton van Dijk                     |
| Bart Rijnink                    | Joep                               |
| Agnesz Hoekstra                 | Melissa                            |
| Bijrollen                       |                                    |
| Hannah Zwaving                  | Presentatrice                      |
| Jip Smit & Imke Smit            | De Selvera's                       |
| Rein Hofman                     | Weerman                            |
| Bas Kakes                       | Televisieverkoper                  |
| Mirjam de Rooij                 | Annet                              |
| Diet Gerritsen                  | Zwaan                              |
| Ottolien Boeschoten             | Mevrouw De Haas                    |
| Annelies van der Bie            | Directrice                         |
| Ferdi Janssen                   | Begrafenisondernemer               |
| Peter Bolhuis                   | Beekman                            |
| John Leddy                      | Dokter Moerman                     |
| Thijs Prein                     | Rudy                               |
| Judith van Hulst                | Vriendin Eef                       |
| Arianne Fennema                 | Juf Eef                            |
| Henrike Brinkman                | Klant kapsalon                     |
| Maartje van den Berg            | Klant kapsalon                     |
| Katalin Brandsma                | Klant kapsalon                     |
| Pieternel Bollmann              | Klant kapsalon                     |
| Pieter Tiddema                  | Portier tv-studio                  |
| Ernst ter Linden                | Makelaar                           |
| Rick Schreurder                 | Redacteur                          |
| Ferry Asselbergs                | Redacteur                          |
| Micheal Wouters                 | Redacteur                          |
| Willem Schouten                 | Opnameleider                       |
| Nick Golterman                  | Hippie                             |
| Miguel Stordiau                 | Hippie                             |
| Arianne Fennema                 | Juf Gezinsverzorgsterschool        |
| Nathalie de Kock-Wirken         | Receptioniste ziekenhuis           |
| Edo Douma                       | Gynaecoloog                        |
| Yardeen Roos                    | Maatschappelijk werkster           |
| Julien Croiset                  | Arie                               |
| Henke Tuinstra                  | Marie                              |
| Sharon van Wageningen           | Baliemedewerkster gemeentehuis     |
| Har Smeets                      | Arts Maastricht                    |
| Florien Ferdiandus              | Meisje uit Maastricht              |
| Werner Koenen                   | Locatiehouder                      |
| Chris Vinken                    | Tuinman begraafplaats              |
| Raymond Paardekoper             | Jurylid Top of Flop                |
| Willem Hoogeboom                | Boer                               |
| Evelien van den Bergh           | Receptioniste hotel                |
| Evert van der Meulen            | Oncoloog                           |
| Johan Ooms                      | Koster                             |
| Jack Bontekoe                   | Tuinman begraafplaats              |
| Marin van Tulder                | Ambtenaar van de burgerlijke stand |
| Floris Verkerk                  | Radio verslaggever                 |
| Sabine Kroes & Laurens de Groot | Geïnterviewde                      |
| Ben Abelsma                     | Chauffeur                          |
| Haddy Jo-Ann van Rijn           | Baby                               |
| Leendert van Nimwegen           | Visagist                           |
| Jean van de Velde               | Regisseur                          |
| Jillis Slingerland              | Cliff Richard                      |
| Marjo Boonman                   | Trompettiste                       |
| Roeland Heek                    | Drummer                            |
| Serge van der Kuil              | Bassist                            |

## Afleveringen
| Nr.                                                                                  | Titel               | Regie      | Scenario          | Kijkcijfers | Uitzenddatum  |  |
| ------------------------------------------------------------------------------------ | ------------------- | ---------- | ----------------- | ----------- | ------------- |  |
| 1                                                                                    | Groot feest         | Rita Horst | Jean van de Velde | 1.126.000   | 30 maart 2015 |  |
| Peter heeft groot nieuws. Lukt het om Benno en Will bij elkaar te brengen.           |                     |            |                   |             |               |  |
| 2                                                                                    | Dromen achterna     | Rita Horst | Jean van de Velde | 1.344.000   | 6 april 2015  |  |
| Komt het goed tussen Ietje en Eef als Ietje bij de televisie gaat werken.            |                     |            |                   |             |               |  |
| 3                                                                                    | Diep in mijn hart   | Rita Horst | Chris Westendorp  | 1.055.000   | 13 april 2015 |  |
| Peter wil Benno en Will weer bij elkaar brengen maar Benno wil verder met Annemarie. |                     |            |                   |             |               |  |
| 4                                                                                    | De ontdekking       | Rita Horst | Jean van de Velde | 1.267.000   | 20 april 2015 |  |
| De spanningen lopen hoog op nu Benno en Will weer bij elkaar zijn.                   |                     |            |                   |             |               |  |
| 5                                                                                    | Andere tijden       | Rita Horst | Inge Hardeman     | 1.106.000   | 27 april 2015 |  |
| Een tv-uitzending heeft een hoop teweeggebracht.                                     |                     |            |                   |             |               |  |
| 6                                                                                    | Laat me niet alleen | Rita Horst | Chris Westendorp  | 1.130.000   | 4 mei 2015    |  |
| ...                                                                                  |                     |            |                   |             |               |  |
| 7                                                                                    | Ik geloof           | Rita Horst | Inge Hardeman     | 1.098.000   | 11 mei 2015   |  |
| ...                                                                                  |                     |            |                   |             |               |  |
| 8                                                                                    | De jubileumshow     | Rita Horst | Jean van de Velde | 1.174.000   | 18 mei 2015   |  |
| ...                                                                                  |                     |            |                   |             |               |  |

## Introliedjes
Elke aflevering begint met een lied uit de jaren 50 of 60 ingezongen door een of meerdere acteurs.
| Nr. | Titel                   | Gezongen door                  | Origineel                |
| --- | ----------------------- | ------------------------------ | ------------------------ |
| 1   | De postkoets            | Jip Smit Imke Smit             | De Selvera's             |
| 2   | Rikketik                | Daniël Samkalden               | Mieke Telkamp            |
| 3   | De leuke boy            | Daniela Oonk Femke Mostert     | The Cocktail Sisters     |
| 4   | 't Autootje             | Peter Blok Kees Hulst          | The three jacquets       |
| 5   | Please Mr. Postman      | Jip Smit Bart Rijnink          | The Marvelettes          |
| 6   | Dat afgezaagde zinnetje | Loes Luca Huub Stapel          | Willy en Willeke Alberti |
| 7   | Que Sera, Sera          | Anna Raadsveld Sophie Höppener | Doris Day                |
| 8   | Onderweg                | Bart Rijnink Agnesz Hoekstra   | Boudewijn de Groot       |

Het lied waarmee Benno en Will ooit hun grote succes oogstten, heet 'Hier in de vrije natuur' en is oorspronkelijk in 1954 opgenomen door Corry Brokken.